# De Grasse (D612)
De Grasse é uma fragata que foi operada pela Marinha Nacional Francesa e a terceira e última embarcação da Classe Tourville. Entrou em serviço em outubro de 1977. De Grasse foi desativado na base de Brest em 5 de maio de 2013.